# Willa „Harenda”

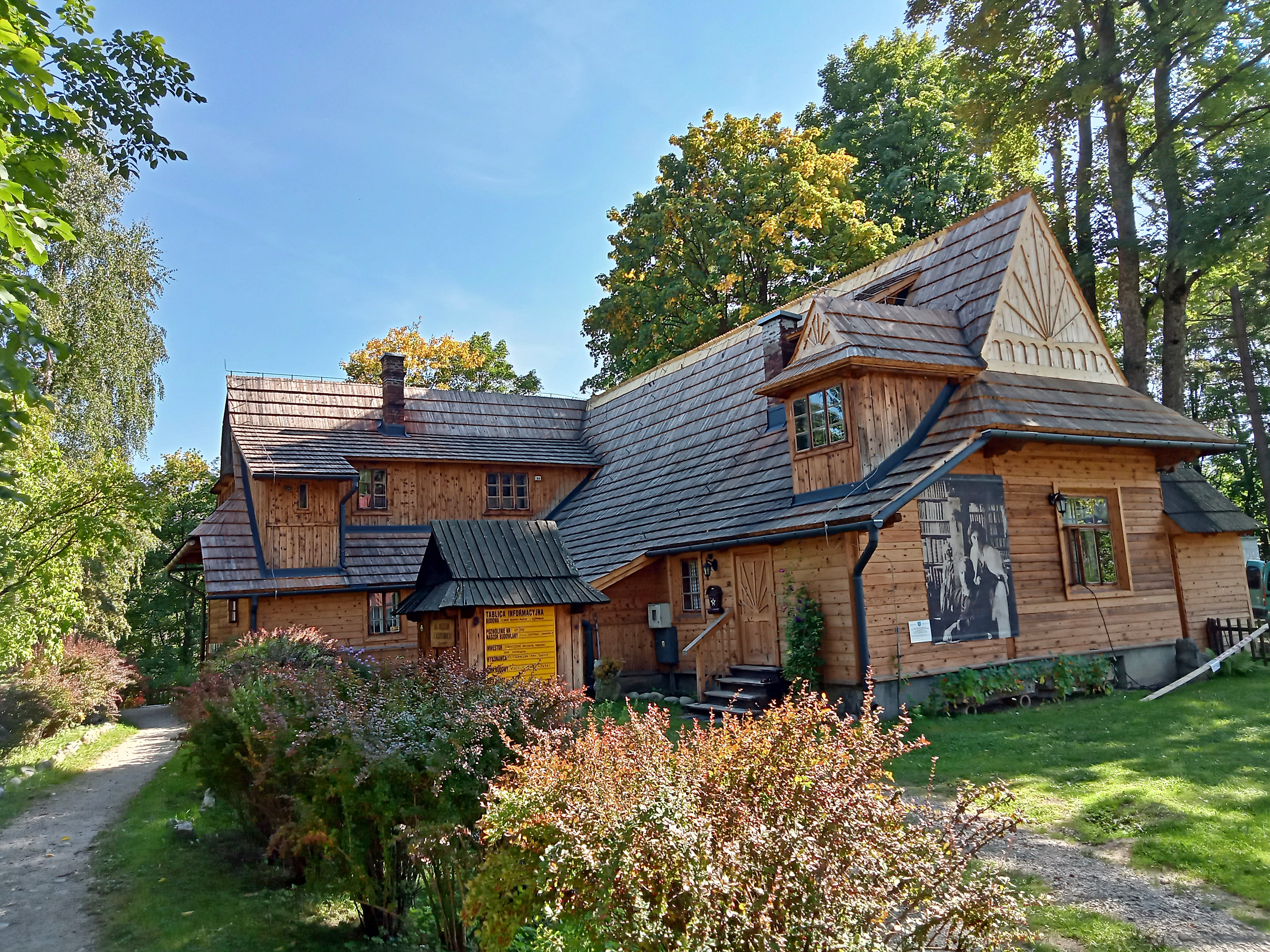
Willa Harenda (2021)

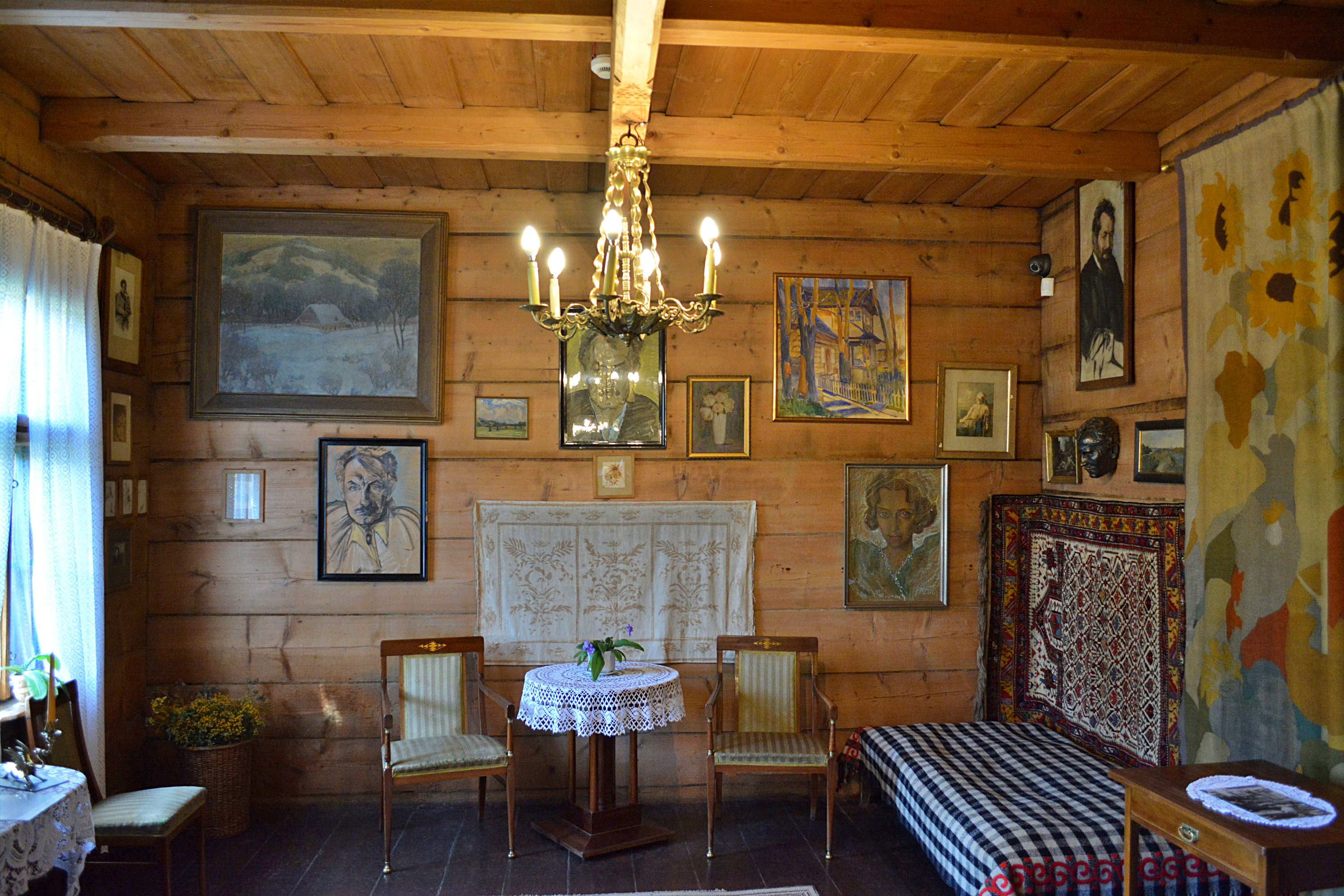
Willa "Harenda" - fragment wnętrza

Willa „Harenda” – dom Jana Kasprowicza w Zakopanem na Harendzie, na zboczach Gubałówki. Poeta nabył go w 1923 roku od angielskiej malarki Winifred Cooper za pieniądze zarobione na tłumaczeniu Szekspira (500 funtów szterlingów). Obecnie mieści się tam muzeum biograficzno-literackie Kasprowicza. Nazwa willi wzięła się od nazwy gospody „Pod Arendą” (niem. Gasthaus zur Arende), znajdującej się w Czarnowąsach pod Opolem, w której przyszły poeta bywał w czasie swej nauki szkolnej w Opolu w 1881 roku. Potem Kasprowicz zmienił nazwę dodając góralski przydech h.
Poeta mieszkał na Harendzie tylko trzy lata, zmarł w 1926 roku. W 1933 roku dzięki staraniom wdowy Marii Kasprowicz, Kornela Makuszyńskiego i Leopolda Staffa, powstało obok domu granitowe mauzoleum według projektu Karola Stryjeńskiego, do którego przeniesiono prochy poety.
Z inicjatywy żony Marii w 1950 roku w willi powstało muzeum Kasprowicza. W roku 1964 przy muzeum zawiązało się Stowarzyszenie Przyjaciół Twórczości Jana Kasprowicza, które do dziś organizuje poświęcone poecie spotkania, odczyty i wieczory poetyckie.
Z woli wdowy po Kasprowiczu muzeum zachowało wygląd domu z czasów życia poety. Zwiedzający mogą oglądać trzy pomieszczenia: jadalnię, salonik i sypialnię. W części zamkniętej mieściła się bogata biblioteka Kasprowicza, zgromadzona przez niego we Lwowie. Po śmierci poety, żona Maria przekazała zbiory do Poznania, gdzie całkowicie spłonęły w pożarze. Nie wiadomo, czy zachował się katalog książek, pewne natomiast jest to, że zniszczeniu uległy cenne białe kruki. W muzeum oglądać można pamiątki rodzinne, przedmioty użytkowe Kasprowiczów, obrazy i pozostałości księgozbioru. Na piętrze domu znajduje się galeria obrazów Władysława Jarockiego, profesora ASP w Krakowie, urządzona przez córkę poety, Annę Kasprowicz-Jarocką.